# Miss Norvegia
Miss Norvegia (‘frøken norge') è il nome comune con il quale si identifica la rappresentante della Norvegia in concorsi di bellezza internazionali. Attualmente, esistono due differenti concorsi nazionali in cui vengono elette più Miss Norvegia. Il primo, di istituzione più antica qualifica le concorrenti che rappresenteranno il paese a Miss Terra (la vincitrice) e a Miss International e Miss Europa (le altre finaliste). La vincitrice dell'altro concorso invece ha la possibilità di competere a Miss Mondo e le finaliste a Miss Universo.
La licenza di Miss Norvegia è stata rilevata da Geir Killingland nel 1983 ed è organizzato dall'agenzia Norwegian Models, di proprietà di Armand Bye. Il concorso Frøken Norge, istituito nel 1985, è un trademark in Norvegia ed è supervisionato da Geir Hamnes.

## Albo d'oro

### Rappresentanti per Miss Mondo
La Norvegia ha avuto la sua prima rappresentanza per Miss Mondo nel 1953. Non ha mai vinto il titolo, e ad oggi il suo miglior piazzamento è stato ottenuto da Ingeborg Sørensen, seconda classificata nel 1972.

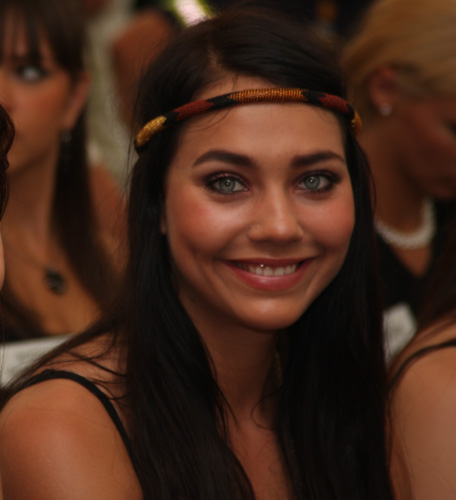
Lene Egeli, Miss Norvegia 2008.

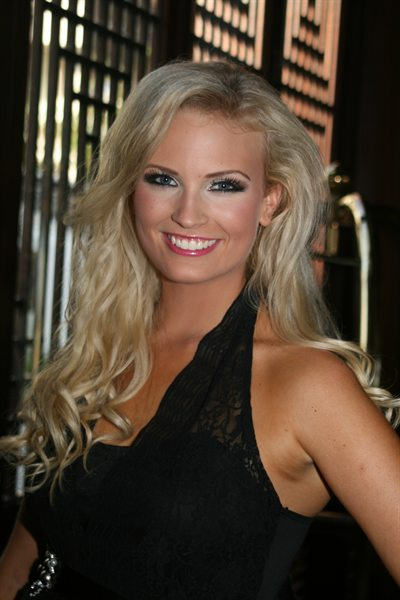
Lisa Moen Junge, Miss Norvegia 2007.

| Anno | Miss Mondo Norvegia     | Piazzamento     |
| ---- | ----------------------- | --------------- |
| 1953 | Solveig Gulbrandsen     |                 |
| 1958 | Åse Gjeldvik            | Top 10          |
| 1959 | Berit Grundvig          |                 |
| 1960 | Grete Solhøi            | Top 15          |
| 1966 | Birgit Andersen         | 6ª classificata |
| 1967 | Vigdis Sollie           |                 |
| 1968 | Hedda Lien              |                 |
| 1969 | Kjersti Jortun          | 7ª classificata |
| 1970 | Aud Fosse               |                 |
| 1971 | Kate Starvik            |                 |
| 1972 | Ingeborg Sørensen       | 2ª classificata |
| 1973 | Wenche Steen            |                 |
| 1974 | Torill Larsen           | Top 15          |
| 1975 | Sissel Gulbrandsen      |                 |
| 1976 | Nina Kristin Rønneberg  |                 |
| 1977 | Åshild Ottesen          |                 |
| 1978 | Elisabeth Klæboe        |                 |
| 1979 | Jeanette Aarum          |                 |
| 1980 | Maiken Nielsen          |                 |
| 1981 | Anita Nyboe             |                 |
| 1982 | Jeanette Krefting       |                 |
| 1983 | Karen Elisabeth Dobloug |                 |
| 1984 | Ingrid Marie Martens    |                 |
| 1985 | Karen Margrethe Moe     |                 |
| 1986 | Inger Louise Berg       |                 |
| 1987 | Mette Veiseth           |                 |
| 1988 | Rita Paulsen            | Top 10          |
| 1989 | Bente Brunland          |                 |
| 1990 | Ingeborg Kolseth        |                 |
| 1991 | Anne-Britt Rovik        |                 |
| 1992 | Kjersti Brakestad       |                 |
| 1993 | Rita Omvik              |                 |
| 1994 | Anne Lena Hansen        |                 |
| 1995 | Inger Lise Ebeltoft     |                 |
| 1996 | Eva Sjøholt             |                 |
| 1997 | Charlotte Høiåsen       |                 |
| 1998 | Henriette Dankertsen    |                 |
| 1999 | Anette Haukaas          | Top 10          |
| 2000 | Stine Pedersen          |                 |
| 2001 | Malin Johansen          |                 |
| 2002 | Kathrine Sørland        | 4ª classificata |
| 2003 | Elisabeth Wathne        | Top 20          |
| 2004 | Hege Tørresdal          |                 |
| 2005 | Helene Tråsavik         |                 |
| 2006 | Tonje Elise Skjærvik    |                 |
| 2007 | Lisa-Mari Moen Jünge    |                 |
| 2008 | Lene Egeli              |                 |
| 2009 | Sara Skjoldnes          |                 |
| 2010 | Mariann Birkedal        |                 |
| 2011 | Anna Larsen Zahl        |                 |
| 2012 | Karoline Olsen          |                 |

### Rappresentanti per Miss Universo
La Norvegia ha avuto la sua prima rappresentanza per Miss Universo nel 1952. Nel 1959 Jorunn Kristjansen e nel 1990 Mona Grudt ha vinto il titolo di Miss Universo.
| Anno | Miss Universo Norvegia  | Piazzamento           |
| ---- | ----------------------- | --------------------- |
| 1952 | Eva Røine               |                       |
| 1953 | Synnøve Gulbrandsen     | Top 16                |
| 1954 | Mona Stornes            | Top 16                |
| 1955 | Solveig Borstad         | Top 15                |
| 1958 | Greta Andersen          |                       |
| 1959 | Jorunn Kristjansen      | Vincitrice            |
| 1960 | Ragnhild Aas            | Top 15                |
| 1961 | Rigmor Trengereid       |                       |
| 1962 | Julie Ege               |                       |
| 1963 | Eva Carlberg            |                       |
| 1964 | Jorunn Nystedt          | Top 10                |
| 1965 | Britt Aaberg            |                       |
| 1966 | Siri Gro Nilsen         | Top 15                |
| 1967 | Gro Goksør              |                       |
| 1968 | Tone Knaran             | Top 15                |
| 1969 | Patricia "Pia" Walker   | Top 15                |
| 1970 | Vibeke Steineger        |                       |
| 1971 | Ruby Reitan             |                       |
| 1972 | Liv Hanche Olsen        |                       |
| 1973 | Aina Walle              | 2ª classificata       |
| 1976 | Bente Lihaug            | Top 12                |
| 1977 | Åshild Ottesen          |                       |
| 1978 | Jeanette Aarum          |                       |
| 1979 | Unni Margrethe Øglænd   |                       |
| 1980 | Maiken Nielsen          |                       |
| 1981 | Mona Olsen              | Top 12                |
| 1982 | Jeanette Krefting       |                       |
| 1983 | Karen Elisabeth Dobloug | Top 12                |
| 1984 | Ingrid Marie Martens    |                       |
| 1985 | Karen Margrethe Moe     |                       |
| 1986 | Tone Henriksen          |                       |
| 1987 | Mariann Leines          |                       |
| 1988 | Bente Brunland          | Top 10                |
| 1989 | Lene Ornhoft            |                       |
| 1990 | Mona Grudt              | Vincitrice            |
| 1991 | Lene Maria Pedersen     |                       |
| 1992 | Anne Sofie Galåen       |                       |
| 1993 | Ine Beate Strand        | Best National Costume |
| 1994 | Caroline Sætre          |                       |
| 1995 | Lena Sandvik            |                       |
| 1996 | Inger Lise Ebeltoft     |                       |
| 1998 | Stine Bergsvand         |                       |
| 2000 | Tonje Kristin Wøllo     |                       |
| 2001 | Linda Marshall          |                       |
| 2002 | Hege Hatlo              |                       |
| 2003 | Hanne-Karine Sørby      |                       |
| 2004 | Kathrine Sørland        | Top 15 (11º posto)    |
| 2005 | Helene Tråsavik         | Top 15 (12º posto)    |
| 2006 | Martine Jonassen        |                       |
| 2007 | Kirby Ann Basken        |                       |
| 2008 | Mariann Birkedal        |                       |
| 2009 | Eli Landa               |                       |
| 2010 | Melinda Elvenes         |                       |
| 2012 | Sara Nicole Andersen    |                       |

### Rappresentanti per Miss Terra
La prima rappresentante di Miss Norvegia per Miss Terra ha partecipato nel 2002, alla seconda edizione del concorso. A partire dal 2010, la vincitrice di Miss Norvegia ha la possibilità di competere a Miss Terra.
| Anno | Miss Terra Norvegia   | Piazzamento |
| ---- | --------------------- | ----------- |
| 2002 | Linn Olaisen          |             |
| 2003 | Fay Larsen            | Top 10      |
| 2004 | Birgitte Korsvik      | Top 16      |
| 2006 | Meriam Lerøy Brahimi  |             |
| 2007 | Margaret Paulin Hauge |             |
| 2010 | Desiree van den Berg  |             |
| 2011 | Marion Dyrvik Homlong |             |
| 2012 | Nina Fjalestad        |             |

### Rappresentanti per Miss International
La Norvegia ha avuto la sua prima rappresentanza per Miss International nel 1980. La Norvegia ha vinto il titolo per due volte: Catherine Alexandra Gude nel 1988 ed Anne Lena Hansen nel 1995.
| Anno | Miss International Norvegia | Piazzamento     |
| ---- | --------------------------- | --------------- |
| 1960 | Lise Hammer                 |                 |
| 1961 | Åse Marie Schmedling        | Top 15          |
| 1962 | Beate Brevik Johansen       |                 |
| 1963 | Martha Tunge                |                 |
| 1964 | Inger Sande                 |                 |
| 1965 | Aud Jansen                  |                 |
| 1968 | Hedda Lie                   |                 |
| 1969 | Ingeborg Sørensen           | Top 15          |
| 1970 | Tone Knaran                 | Top 15          |
| 1971 | May Lindstad                | Top 15          |
| 1972 | Vigdis Thire                |                 |
| 1973 | Anne Katrine Ramstad        |                 |
| 1977 | Bente Lihaug                |                 |
| 1978 | Jeanette Aarum              | 2ª classificata |
| 1979 | Unni Margrethe Øglænd       |                 |
| 1980 | Heidi Louise Oiseth         |                 |
| 1981 | Helen Holager               |                 |
| 1982 | Jeanette Roger Blixt        |                 |
| 1983 | Christine Zeiner            |                 |
| 1984 | Monika Lien                 |                 |
| 1985 | Torunn Forsberg             | Top 15          |
| 1986 | Annette Bjerke              | Top 15          |
| 1987 | Hege Elisabeth Rasmussen    |                 |
| 1988 | Catherine Alexandra Gude    | Vincitrice      |
| 1989 | Heidi Olsen                 |                 |
| 1990 | Hanne Thorsdalen            | Top 15          |
| 1991 | Hege Cathrin Baardsen       |                 |
| 1992 | Rita Omvik                  | Top 15          |
| 1994 | Ann Wibeche Hoel            |                 |
| 1995 | Anne Lena Hansen            | Vincitrice      |
| 1996 | Eva-Charlotte Stenset       | Top 15          |
| 1998 | Bjørg Sofie Lovstad         |                 |
| 1999 | Anette Rusten               |                 |
| 2000 | Frida Agnethe Johnson       |                 |
| 2001 | Siv Therese Haavik          |                 |
| 2003 | Fay Larsen                  |                 |
| 2004 | Stephanie Eide Furguiel     |                 |
| 2005 | Karoline Nakken             |                 |
| 2006 | Linn Andersen               |                 |
| 2008 | Lisa-Mari Moen Jünge        |                 |
| 2009 | Beatrice M. Delås           |                 |
| 2010 | Marion Dyrvik Homlong       |                 |

## Squalifiche
Secondo il regolamento di Miss Norvegia, le concorrenti non devono mai aver posato nude in pubblicazioni o pubblicità. Nel 2004 la concorrente Aylar Lie è stata squalificata dopo che si scoperto che aveva partecipato a numerose produzioni pornografiche.